# Clapton is God

Clapton is God est un mème des années 1960 concernant le guitariste anglais Eric Clapton. La phrase est popularisée après avoir été peinte sous forme de grafitti sur un mur de Londres au milieu de années 1960, alors que Clapton est membre de The Yardbirds et de John Mayall & the Bluesbreakers, créant ainsi le culte de guitar hero et participant à l'émergence d'un mythe autour de Clapton lui-même.

## Apparition
Le premier usage connu de la phrase apparaît sous forme de   graffiti réalisé par un inconnu sur un mur à Islington, un quartier de Londres,. Certaines personnes font remonter l'origine à 1965, d'autres à début 1966 ou 1967.
La proclamation peut ensuite être aperçue griffonnée à de nombreux endroits dans les environs de Londres, par exemple sur les murs de toilettes ou sur des pallissades de chantiers de construction. Elle apparaît aussi à New York,.
En 2016, Clapton émet l'hypothèse que le premier graffiti a pu être peint par Hamish Grimes, un promoteur qui travaillait pour le manager des Yardbirds.

## Réaction de Clapton
Clapton ressent le slogan d'abord avec beaucoup d'humilité . Plus tard, il dit avoir été embarrassé, déclarant dans The South Bank Show en 1987 : « Je n'ai jamais accepté que j'étais le plus grand guitariste au monde. J'ai toujours voulu être le plus grand guitariste au monde mais c'est un idéal et j'accepte que c'est un idéal. »

## Dans la culture populaire
- Peter Green, guitariste de Fleetwood Mac, a été surnommé « Green God » en référence au graffiti « Clapton is God[12] ».
- En 1990, le comic strip Doonesbury met en scène un arc narratif à propos du personnage Andy Lippincott et de son combat terminal contre le Sida, qui ce conclut par Lippincott exprimant son admiration pour Pet Sounds de The Beach Boys'. La dernière case montre les derniers mots griffonnés par le personnage sur un calepin : « Brian Wilson is God », une référence ironique à « Clapton is God »[13].
- Dans l'épisode Holy Crap! de la deuxième saison de That '70s Show, la pasteur Dave demande à Eric (Topher Grace) et Hyde (Danny Masterson) de dessiner ce qu'ils ont à l'esprit quand ils pensent à Dieu : les deux garçons dessinent une image d'Eric Clapton.